# Hôtel Pams

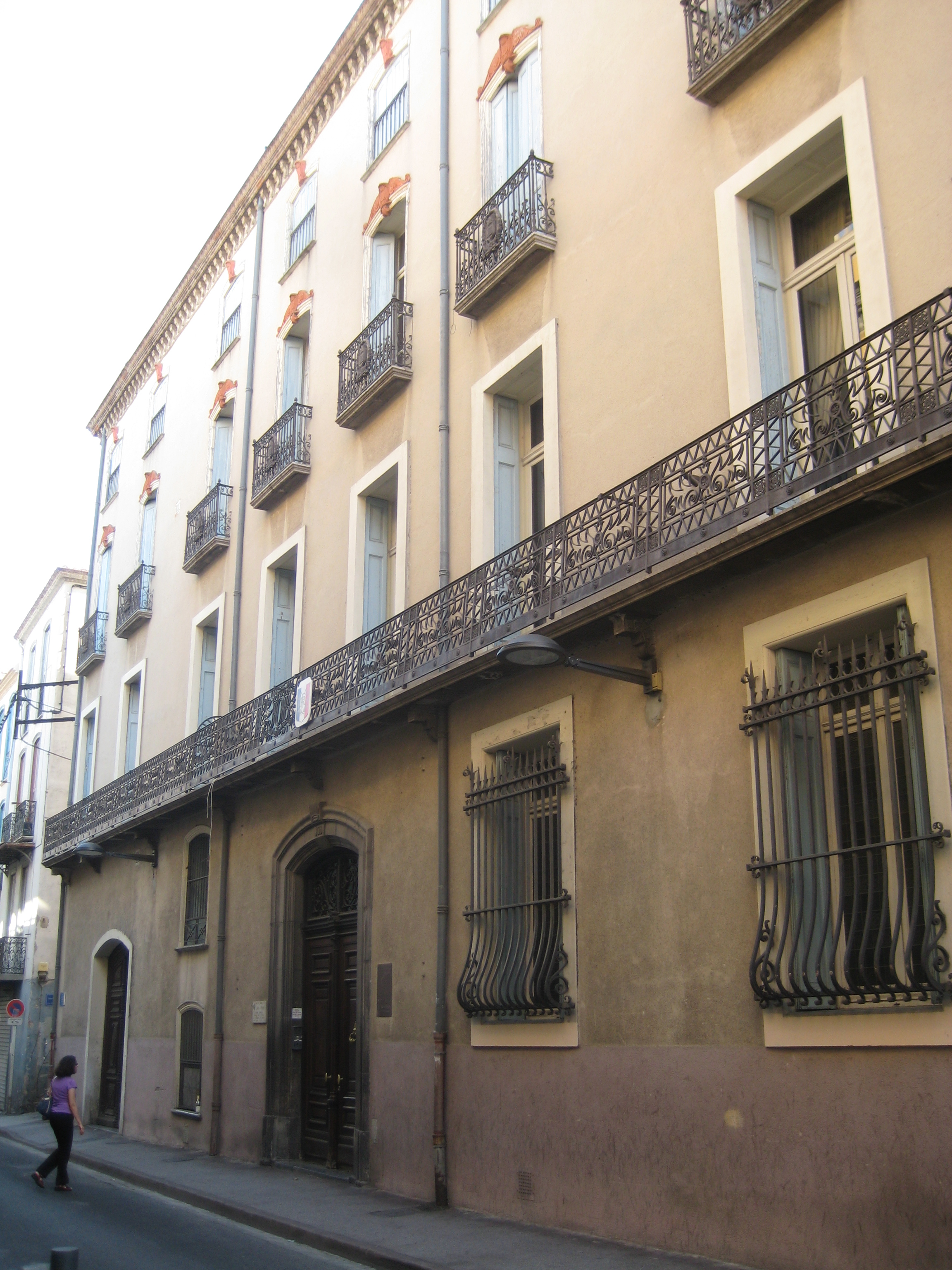
Straßenfassade

Das Hôtel Pams ist ein großbürgerliches Stadthaus in Perpignan, das sich die Familie Pams dort an der Wende des 19. zum 20. Jahrhundert eingerichtet hat und dessen prächtige Ausstattung erhalten ist. Es dient heute kulturellen und repräsentativen Zwecken der Stadt und steht unter Denkmalschutz.

## Geografische Lage
Das Bauwerk liegt in 18 rue Émile-Zola (früher: rue Saint-Sauveur) im historischen Zentrum von Perpignan.

## Geschichte

Glas-Eisen-Konstruktion der angrenzenden Fabrik

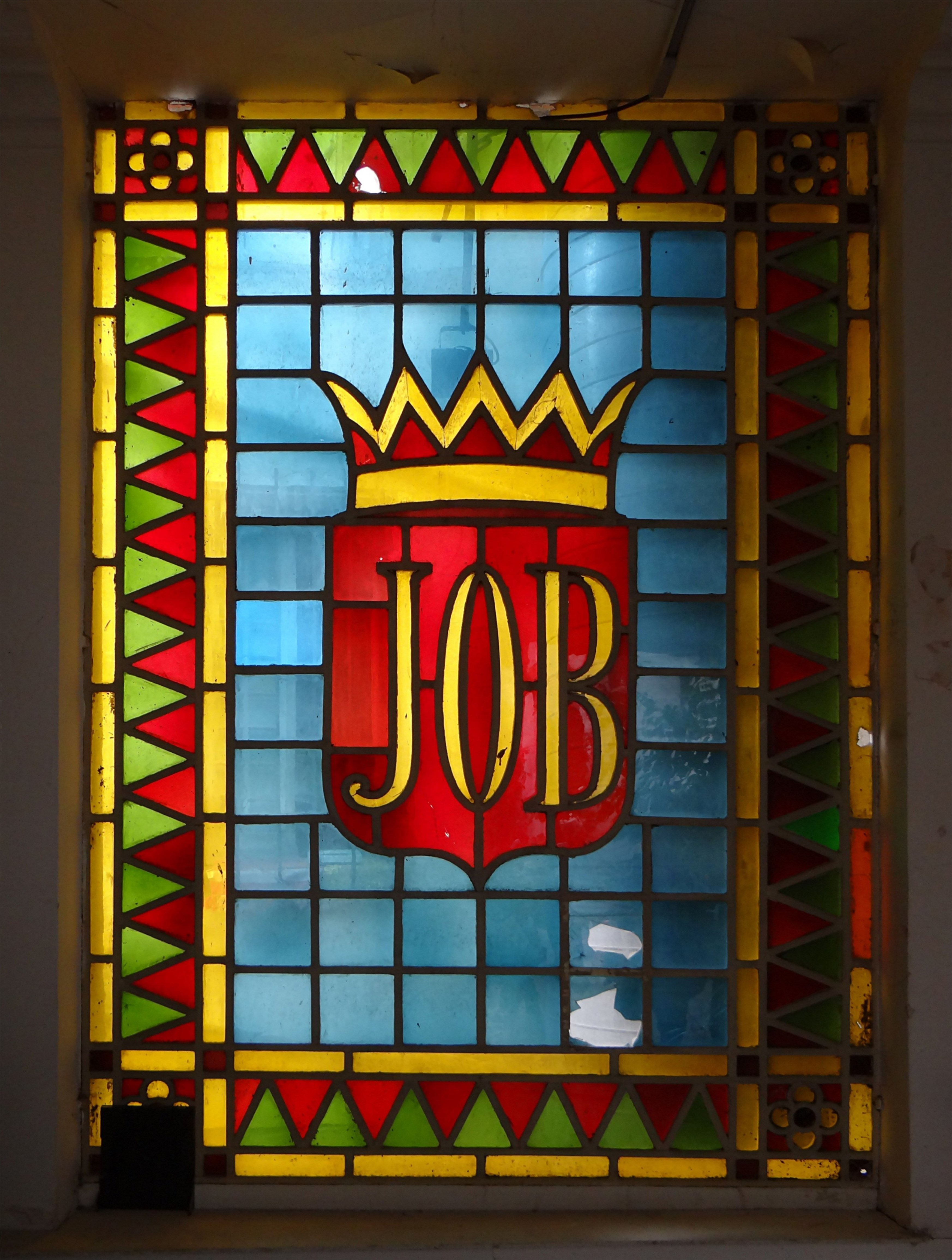
Glasfenster mit dem Firmenlogo

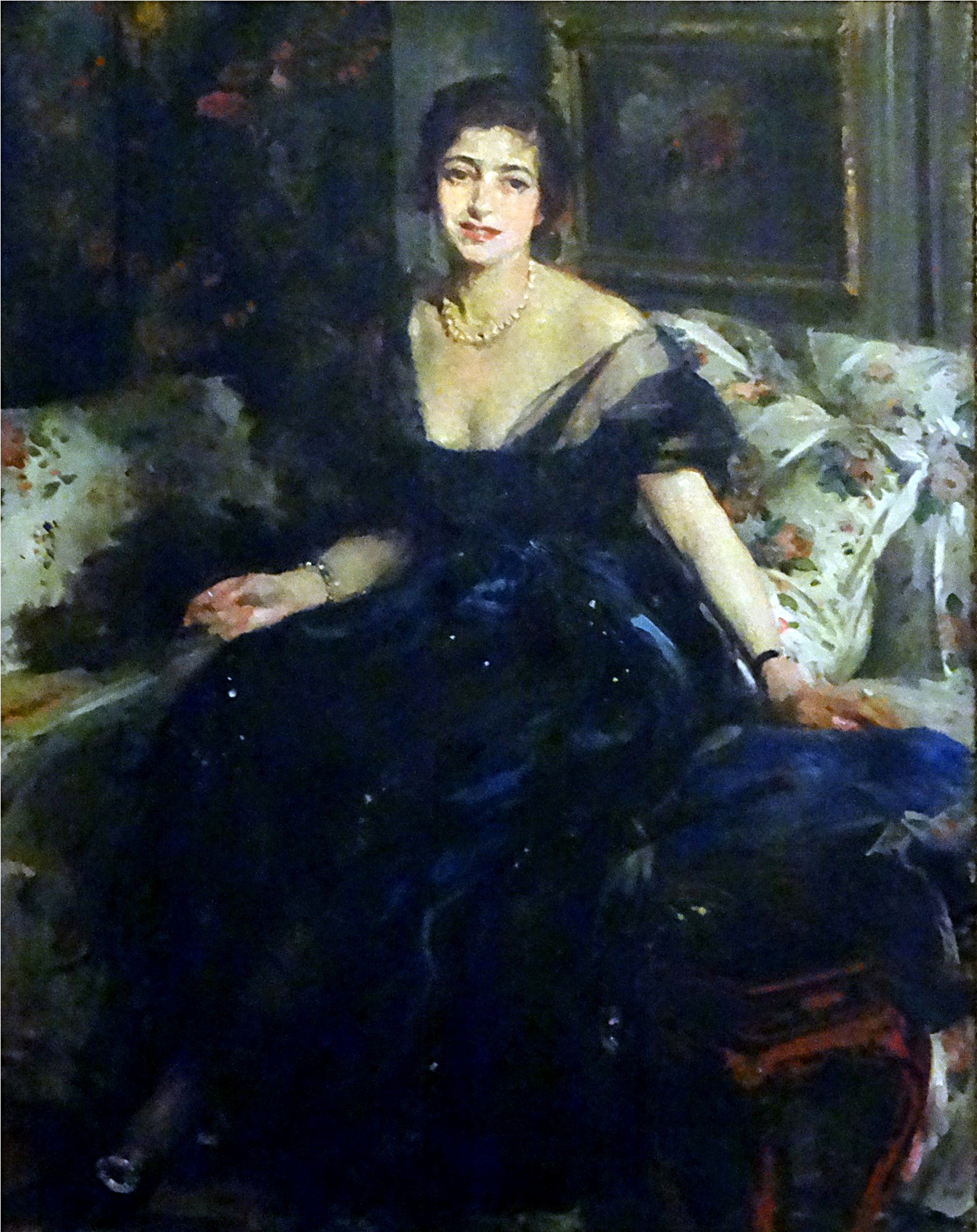
Porträt der Jeanne Pams von Jacques-Émile Blanche

Das Haus wurde von Pierre Bardou 1852 gekauft, Sohn von Jean Bardou, der seit 1849 die Zigarettenpapiermarke JOB herstellte. 1872 wurden angrenzende Flächen erworben und der Eigentümer ließ dort eine Fabrik als Glas-Eisen-Konstruktion bauen. Diese Architektur öffnet sich zu einem Innenhofgarten.
Im Februar 1892 starb Pierre Bardou. Seine Tochter Jeanne und ihr Mann, Jules Pams, errichteten dank des beträchtlichen Familienvermögens von 1896 bis 1902 – unter Einbeziehung eines Teils der Fabrikanlage – ein prächtiges Stadtpalais. Architekt war Léopold Carlier. Jeanne Pams starb 1916, Jules Pams 1930.
1946 kaufte die Stadt Perpignan das Gebäude.
Seit 1989 ist das Haus als Kulturdenkmal eingestuft und genießt seit 2017 einen erhöhten Schutz.

## Architektur und Ausstattung

### Äußeres
Das Gebäude hat einen quadratischen Grundriss, zwei Etagen und Dachgeschoss. Wegen des Gefälles des Grundstücks befindet sich die erste Etage auf einer Ebene mit dem Innenhof, der von einer Galerie umgeben ist. Die Fassade zur Straße hat acht Achsen mit Französischen Fenstern im ersten und zweiten Stockwerk. Die des ersten Stocks sind rechteckig, die der beiden anderen Stockwerke haben Stichbögen. Auf Höhe des ersten Stocks zieht sich ein Balkon über die gesamte Länge des Gebäudes. In der zweiten Etage öffnet sich jedes Fenster auf einen eigenen Balkon.

### Eingangshalle und Treppe

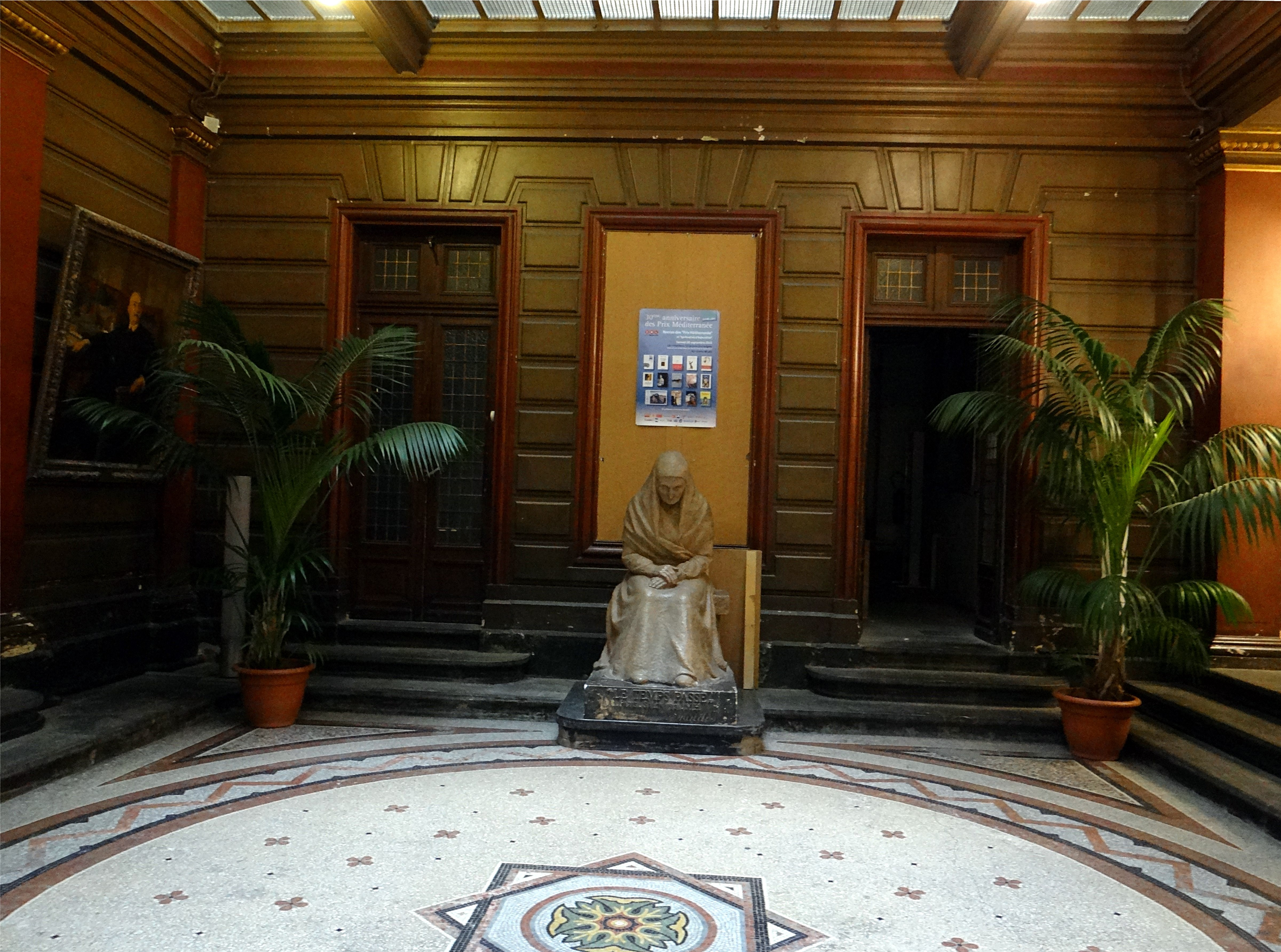
Eingangsbereich

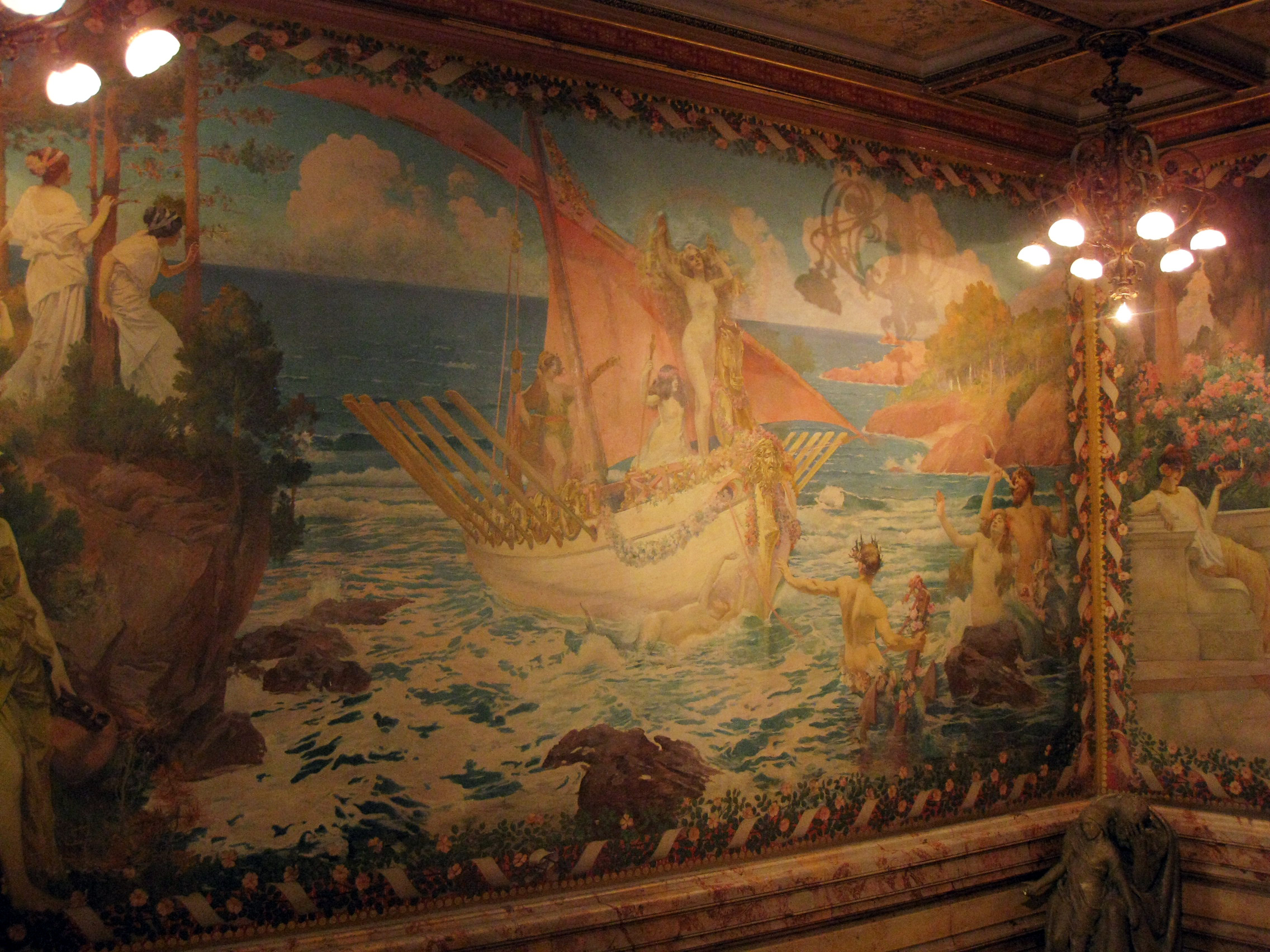
Treppenhaus: Triumph der Venus von Paul Gervais

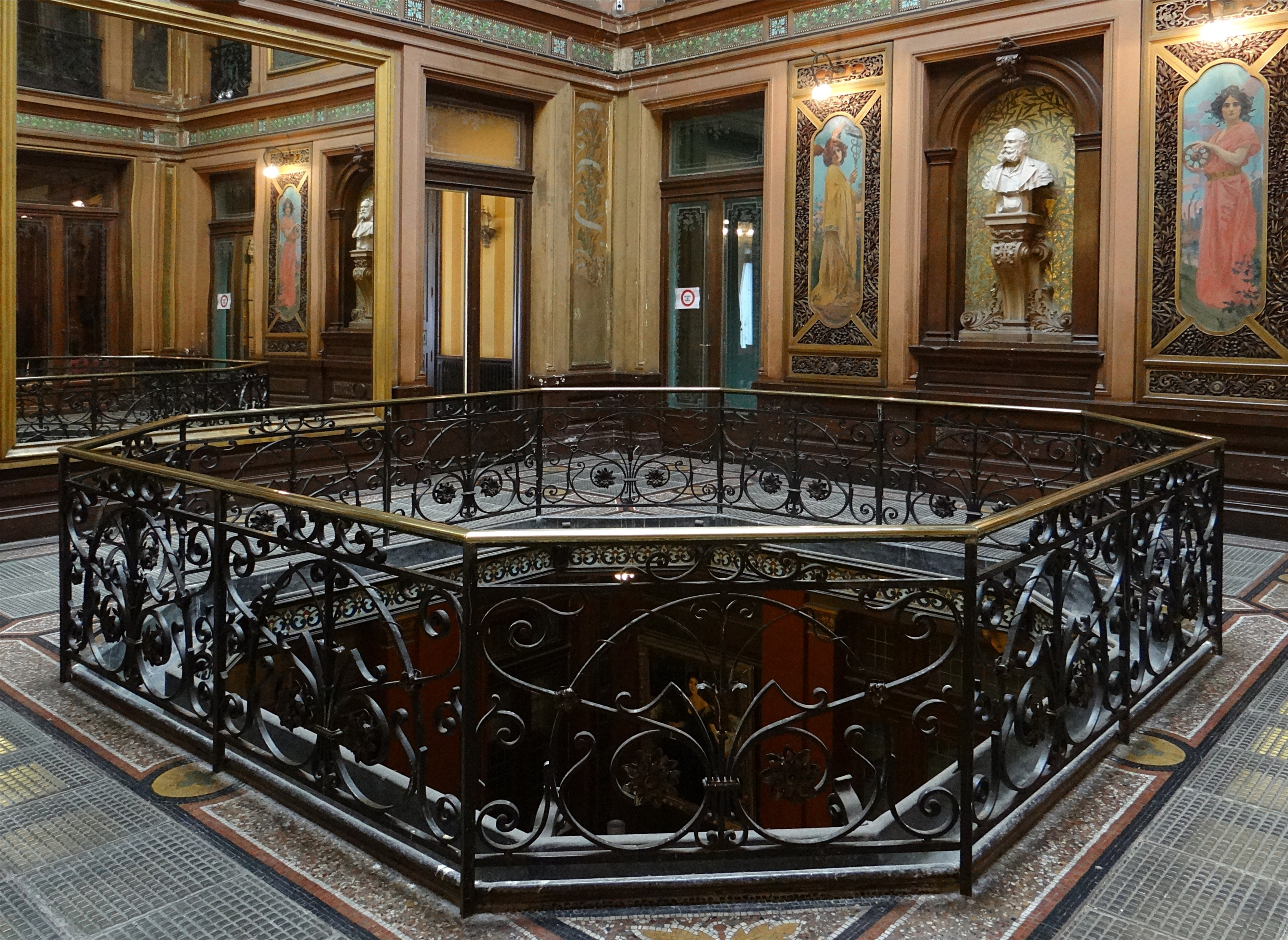
Vestibül, erster Stock

Der Eingangsbereich ist mit der Bronzestatue „Die Zeit ist vorüber“ von Raymonde Maldes dekoriert. Links zeigt ein Gemälde von Jacques-Émile Blanche Jeanne Pams, geb. Bardou, und rechts steht die Skulptur Helena von Raymond Sudre. Das Vestibül wird durch eine Glasdecke mit Tageslicht beleuchtet.
Die große Treppe ist mit Onyx und Stuck dekoriert und mit Gemälden von Paul Gervais geschmückt. Thema ist unter anderem der „Siegeszug der Venus“. Die historisierenden Gemälde heben das Thema des Kampfes der Zivilisation gegen Barbarei hervor. Das Treppenhaus öffnet sich mit einer Kolonnade aus rotem Marmor weit in die Eingangshalle. Auf der bemalten Decke erscheint Cybele.

### Salons
Der erste Stock wird von den Repräsentationsräumen eingenommen, deren Ausstattung weitestgehend erhalten ist. Heute werden sie als Empfangsräume der Stadt Perpignan genutzt, das ehemalige Esszimmer als Büro des Bürgermeisters von Perpignan.
In der ersten und zweiten Etage wechseln bemalte Paneelen mit Türen und Fenstern. Die bemalten Tafeln stellen im ersten Stock Allegorien dar, im zweiten Stock maritime Szenen von Port-Vendres. Sie haben wahrscheinlich einen Zusammenhang mit den Aktivitäten des Bauherren. Die Decke schmückt eine Allegorie dieser Stadt.

### Hof und Garten

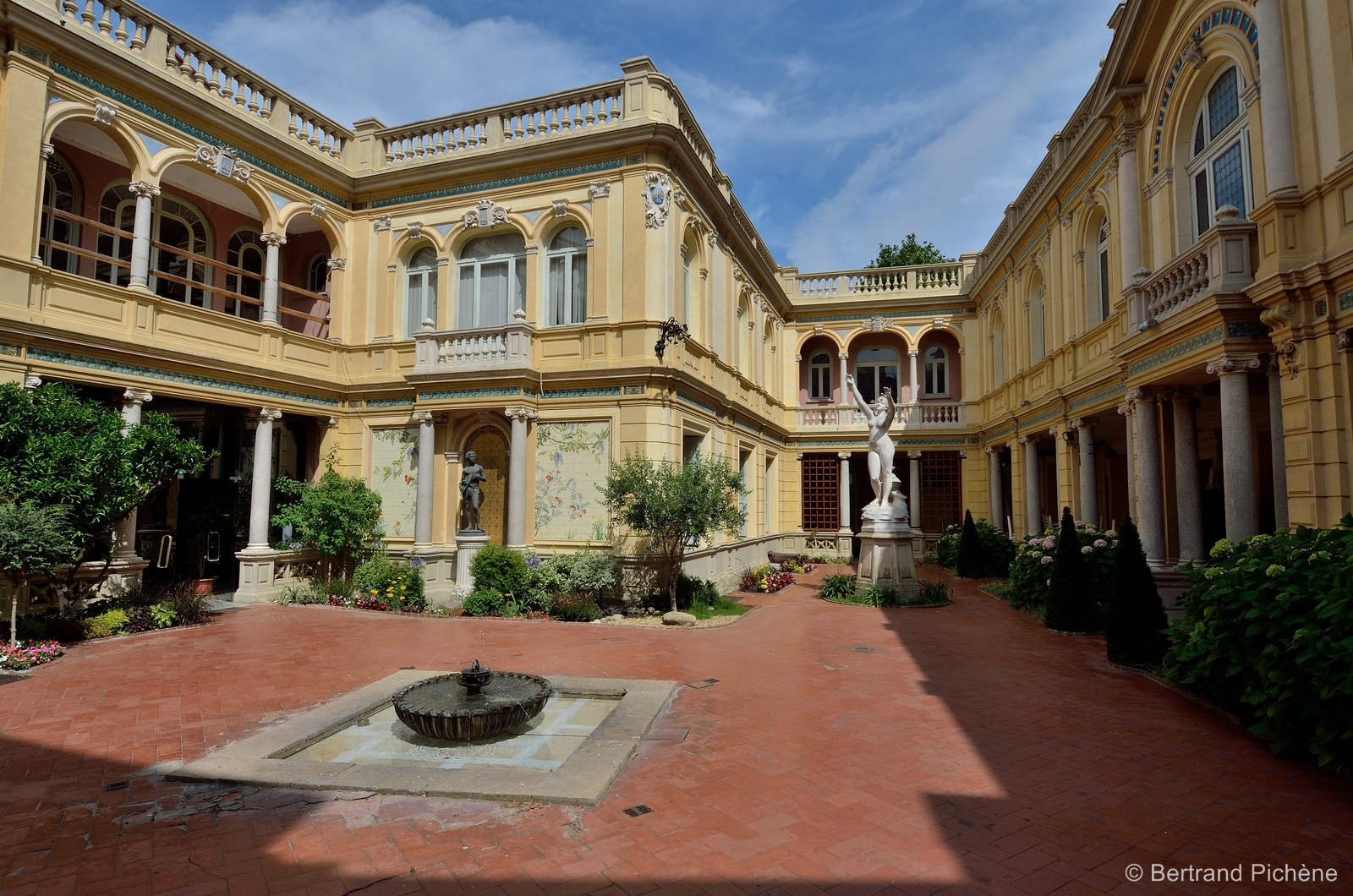
Hof

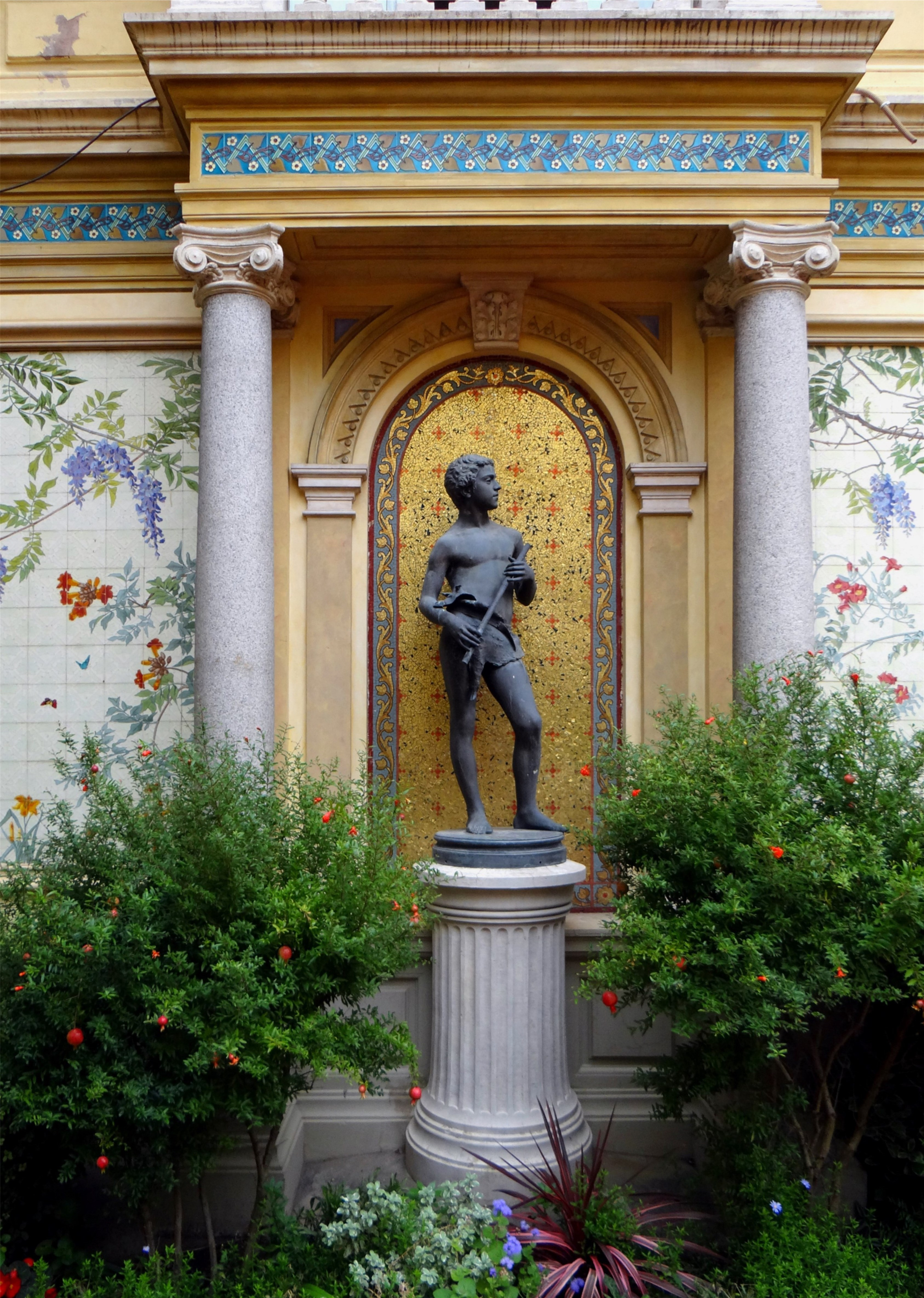
Statue des Pan

Garten und Terrasse sind in die Fabrikgebäude auf der Rückseite des Hauses integriert. Nach dem Tod von Jules Pams ließ Marguerite Pams-Holtzer, seine zweite Frau, mit der er seit 1918 verheiratet war, die Terrasse anheben und pflastern.
An drei Seiten ist der Innenhof mit einem Portikus umgeben, in dem sich ionische Säulen und Pilaster abwechseln. Im ersten Stock befindet sich auf der längsten Seite eine Galerie aus sieben halbrunden Bogenfenstern. An den beiden kurzen Seiten des Hofes befinden sich zwei Loggien, an denen sich ebenfalls ionische Säulen und Pilastern abwechseln. Die Farbe steht hier im Dienst der Architektur: Der Boden aus roten Pflastersteinen, rotes Braun im unteren Teil der Wände der Loggien und blaue Keramikfriese mit Blumendekor. Diese rahmen ein zentrales blau-goldenes Mosaik, das der Bronzefigur des Pan als Hintergrund dient. In der Mitte des Hofes befindet sich eine Marmornymphe von Tancrède Bastet (1896).